# Isoodon fusciventer
Isoodon fusciventer is een buideldas uit het geslacht der kortneusbuideldassen. De wetenschappelijke naam van de soort werd voor het eerst geldig gepubliceerd door John Edward Gray in 1841.

## Taxonomie
Deze soort werd traditioneel als ondersoort van  de gewone kortneusbuideldas (Isoodon obesulus) gerekend, maar uit onderzoek uit 2018 is gebleken dat het een aparte soort is. De soort is nauwer verwant aan de gouden kortneusbuideldas (I. auratus) dan aan de gewone kortneusbuideldas (I. obesulus).

## Voorkomen
De soort komt voor in het zuidwesten van West-Australië.